# 吸血鬼之避世潜藏
《吸血鬼之避世潜藏》（英語：Vampire: the Masquerade）是白狼游戏所制做的第一个以《黑暗世界》做为背景的桌上角色扮演游戏。整个游戏围绕吸血鬼的社会与生活。

## 故事背景
在《聖經》創世紀中，上帝塑造了亚当与夏娃。他们被逐出天堂后生了两个儿子亚伯和该隐。亚伯是猎人，该隐是农民。为了要讨好上帝他们把自己收集到最好的食品上供了。该隐奉献了果实，亚伯奉献了可爱的动物。上帝对于亚伯的供奉品非常满意，但对该隐的却不理。该隐很伤心，也很生气。一气之下杀了他的弟弟亚伯，并变成世界上的第一个罪人。
上帝愤怒了。诅咒了该隐，让他永不得安宁，过着求生不能求死不得的生活。在吸血鬼的传说中，上帝的诅咒让该隐变成第一个吸血鬼。

### 第1个城市
该隐被诅咒后离开了家乡，到了挪德，建造了“第1个城市”，命名为以诺城。该隐一个人觉得很孤独就造了3个子嗣（以诺、以拿、洗拉），他们并是吸血鬼的第2代。这3个孩子也造了他们的子嗣，第3代吸血鬼。在上帝让大洪水降临时，第一个城市也被毁。城市里的人全部遭难，只有最强的吸血鬼幸存了。除了该隐与第2代，第3代里只有13个活下来，他们以后并是个个氏族的祖先。该隐看到他的城市被毁，以为是上帝给他的罪降下的处罚，从此他离开他的子嗣们，到一个隐避的地方去修行赎罪。

### 第2个城市
该隐走了以后，第2代和第3代试着把老城重建，但再也恢复不了当年的光彩了。随着时光的磨练吸血鬼之间产生了争议和仇恨。第3代对第2代的统治不服。直到第3代开始反抗作战，杀死了第2代。但这个城市已经在他们作战时被毁坏。第3代战胜后城市也只剩了废墟。这样第3代离开了第2个城市，各自去了不同的地方，创造了他们的一族。

## 设定
在游戏里，吸血鬼的社会分为派系和氏族。每个吸血鬼出身都属于一个氏族或是血系（Bloodline，早期被译为血族，但目前血族已成了吸血鬼的别称既Kindred的译名），并且一般是3大派系——秘盟（Camarilla）、魔宴（Sabbat）或叛党（Anarch）的成员。
与一般的桌上角色扮演游戏不同，游戏里并无职业之分，而角色的能力取决于氏族（或血系）。

### 氏族
吸血鬼之避世里一共有13个主氏族。
| 氏族       | 先祖                   | 所属                                                                                 |
| ---------- | ---------------------- | ------------------------------------------------------------------------------------ |
| 阿刹迈     | 哈基姆(哈桑)           | 大部份都是独立，在魔宴里有“叛逆”（Antitribu）                                        |
| 布鲁赫     | 布鲁赫/特洛伊尔        | 大部份都是秘盟，一部份叛逆在魔宴里，真布鲁赫已几乎灭绝                               |
| 赛特信徒   | 赛特(Setukh)           | 大部份独立，在魔宴里有叛逆                                                           |
| 冈格罗     | 伊娜依娅               | 大部份独立，在魔宴里有叛逆                                                           |
| 乔凡尼     | 奥古斯都·乔凡尼        | 独立                                                                                 |
| 勒森魃     | 勒森魃(Lambech/Lucian) | 大部份都是魔宴，一部份叛逆在秘盟里                                                   |
| 末卡维     | 末卡维                 | 大部份都是秘盟，一部份叛逆在魔宴里                                                   |
| 诺斯费拉图 | 艾布西密拉德/芭芭雅嘎  | 大部份都是秘盟，一部份叛逆在魔宴里                                                   |
| 雷文诺     | Ravanna/雷伏诺(Dannae) | 大部份独立，在魔宴里有叛逆                                                           |
| 妥芮朵     | 亚力科/伊斯塔尔        | 大部份都是秘盟，一部份叛逆在魔宴里                                                   |
| 睿魔尔     | 睿魔尔                 | 几乎都是秘盟，很小一部份叛逆在魔宴里                                                 |
| 棘秘魑     | 棘秘魑(Mekhet)         | 魔宴，不属于魔宴的棘秘魑非常少见（旧棘秘魑氏族是独立）                               |
| 梵卓       | 梵卓/Verdartha         | 一般是秘盟的领导者、领袖和统制者, 大多数是贵族。他们的弱点是只能从某一种人身上吸血。 |

#### 十三氏族介绍
布魯赫（Brujah）：以追求理想、力量著名的氏族，吸血鬼里有名的战士、革命家都有可能是出自布魯赫氏族，法国大革命和美国独立战争都有布魯赫的吸血鬼参与。古时曾经建立了足以跟罗马帝国并驾齐驱的迦太基，却因为梵卓的推波助澜而灭亡。一直以来他们都对迦太基的黄金时代津津乐道，不少成员甚至为了建立可以与迦太基并驾齐驱的乐土而加入了反叛军/自由派。
冈格罗（Gangrel）：独立氏族之一。与其他氏族不同选择在大自然里追寻对兽性的理解，并透过释放兽性成为勇猛的战士。当然，这种生活方式也令他们容易被人狼袭击。在最近的版本加入了反叛军/自由派。
末卡维(Malkavian)：秘盟氏族之一，因为先祖末卡维（Malkav）曾经是一位先知而且被其他上古耆宿伏击杀死而世代继承了失控的预言能力，久而久之就成为有名的疯子氏族。这份疯狂让他们被其他氏族敬而远之，但他们的预言能力也让他们拥有了独特的存在价值。
诺斯费拉图（Nosferatu）：秘盟氏族之一，因为先祖犯事被该隐诅咒而时代继承了让他们无法跟人类共存的丑陋，结果必须隐藏在地下和暗角。相对的，他们因为渐渐学会隐藏、刺探而成为了吸血鬼社会中必不可少的情报贩子，他们也因为注定被排挤而比其他氏族更团结。
妥芮朵（Toreador）：秘盟氏族之一，以美貌、魅力和追求各种形态、形式的美闻名，而且因为情感最为强烈而擅长混入人类之中。在罗马帝国时期作为艺术家崛起，并一直透过依附其他强大的氏族生存至今。传说就是一位托瑞朵吸血鬼透过演说打动了其他氏族的吸血鬼，促成了秘盟的成立。他们的情感也是他们最大的弱点，因为他们有可能在不适宜的时候停下来欣赏美丽的事物（例如日出），他们的美貌也让他们跟諾斯费拉圖互相看不顺眼。
睿魔爾（Tremere）：秘盟氏族之一，也是唯一不是由上古耆宿转化的氏族：睿魔爾还是人类时是一位追求长生不老的魔法师，后来透过啖魂（Diablerie）十三位上古耆宿之一的扫罗（Saulot）变成吸血鬼，并透过研究出奇术（Thaumaturgy）弥补了变成吸血鬼时作为代价所失去的魔法。虽然睿魔爾透过对吸血鬼社会的贡献赢得了在秘盟的一席之地，但他们还是因为被视为名不正言不顺的篡夺者和独特的奇术而不太被信任，在最近的版本更是因为氏族权力和知识架构的金字塔崩塌而变得支离破碎。
梵卓（Ventrue）：秘盟氏族之一，被视为吸血鬼氏族中的贵族，在罗马帝国时期作为政治家崛起，并一直透过转化贵族、政治家来让自己的血脉变得更加高贵。这意味着他们不但容易给人高傲自大的印象，而且常常需要背负领导的责任。梵卓的吸血鬼常以此自豪，并自视为避世法则的守护者。
勒森魃（Lasombra）：魔宴两大核心氏族之一，深信自己就是神选的子民，并喜欢当幕后黑手而不是在前台领导。
棘秘魑（Tzimisce）：魔宴两大核心氏族之一，拥有随心所欲地扭曲血肉的异能和超乎其他氏族的学识。
阿萨迈（Assamite）：来自阿拉伯的独立氏族，因为擅长刺杀而且喜欢透过邪术和吞噬其他吸血鬼增强力量而被其他氏族忌惮。
赛特之子（Setites）：传说中埃及邪神赛特的后裔（赛特是一位被奥塞里斯打败后打算卷土重来的上古耆宿），他们的信仰、腐败和沉沦让他们被其他氏族排挤，他们也乐得不与其他人结盟。
乔凡尼（Giovanni）：独立氏族之一，成员大多为企业家和死灵法师。
雷伏诺（Ravnos）：独立氏族之一，成员大多为旅行家和盗贼，因为喜欢独来独往而行踪飘忽。
卡帕多西亚（Cappadocian）：独立氏族之一，以高贵、傲慢和残忍闻名的死亡氏族。虽然容易因为他们怪异、阴森的兴趣而被疏离，但他们淡泊权力的性格也让他们成为受人信任的顾问和亲王。

### 血系
大部份的血系（Bloodline）都是某个氏族的分支。血系出身的吸血鬼很少. 大约所有血系的吸血鬼数目加起来是总数目的5%. 13个氏族的一起占95%.
| 血系                   | 先祖                      | 由来                             | 所属 |
| ---------------------- | ------------------------- | -------------------------------- | --- |
| 安答                   | Dobrul the Brave          | 冈格罗                           | 已绝种 |
| Ahrimanes              | Muricia                   | 冈格罗                           | 魔宴 |
| Akunanse               | 未知                      | 冈格罗                           | Laibon |
| 巴力                   | Shaitan, Moloch and Seker | 萨洛比                           | 独立 |
| Blood Brothers         | 人造                      | 棘秘魑                           | 魔宴 |
| 卡帕多西亚             | Ashur/卡帕多修斯          | 无                               | 曾经是一个氏族，在派系的形成之前已绝种；乔凡尼是他们的后代；1998年一小部份在拉撒路（Lazarus）的带领下在埃及复活 |
| Children of Osiris     | 奥西里斯                  | 无                               | 独立 |
| Daughters of Cacophony | 莉莉丝                    | 妥芮朵                           | 独立 |
| 石像鬼                 | 人造                      | 冈格罗, 诺斯费拉图与棘秘魑       | 一般属于睿魔爾；一大部份在Ferox的带领下已独立                                                                   |
| Guruhi                 | 未知                      | 未知(可能是诺斯费拉图)           | Laibon |
| Harbingers of Skulls   | The Capuchin              | 卡帕多西亚                       | 魔宴 |
| Ishtarri               | 未知                      | 妥芮朵                           | 魔宴 |
| Kiasyd                 | Marconius                 | 勒森魃                           | 大部份都是魔宴                                                                                                  |
| Kinyonyi               | 未知                      | 雷伏诺                           | Laibon |
| Laibon                 | Fakir Al Sidi             | 冈格罗                           | 未知 |
| 拉米亚                 | 拉米亚                    | 卡帕多西亚                       | 在派系的形成之前已绝种                                                                                          |
| Lhiannan               | 未知                      | 冈格罗                           | 在派系的形成之前已绝种                                                                                          |
| Mariner Gangrel        | 未知                      | 冈格罗                           | 未知 |
| Mla Watu               | 未知                      | 卡帕多西亚                       | Laibon |
| Nagaraja               | 未知                      | 未知，可能是卡帕多西亚或是萨洛比 | 独立 |
| Naglopers              | 未知                      | 棘秘魑                           | Laibon |
| Nkulu Zao              | 扫罗                      | 萨洛比                           | Laibon |
| Osebo                  | 未知                      | 布鲁赫                           | Laibon |
| 萨洛比                 | 扫罗                      | 无                               | 曾经是一个氏族，后来被睿魔尔所猎杀，在派系的形成之前已绝种                                                      |
| Samedi                 | Baron Samedi              | 卡帕多西亚                       | 秘盟 |
| Shango                 | 未知                      | 未知                             | Laibon |
| Sons of Discord        | 莉莉丝                    | 妥芮朵                           | 被Daughter of Cacophoney所灭                                                                                    |
| Tlacique               | 未知                      | 赛特信徒                         | 独立 |
| Xi Dundu               | 未知                      | 勒森魃                           | Laibon |

### 无氏族
无氏族的吸血鬼一般都是不知道自己属于任何氏族或没有任何氏族特征的吸血鬼，他们被秘盟叫做弃婴（Catiff）。弃婴通常在被初拥之后因为血脉有缺陷或其他原因而遭到抛弃。由于他们不属于任何氏族，弃婴在秘盟里受尽普通成员的歧视和长老的厌恶，更不会享有一般氏族成员被同族保护的福利，与贱民无异。魔宴里的无氏族吸血鬼叫做Pander，并有一个正式血族的地位。在20世纪里无氏族吸血鬼数量大增，加上无氏族吸血鬼中出现不少薄血者，吸血鬼学者认为这是世界末日的像征。

### 薄血者
吸血鬼的力量源自该隐和上古耆宿，强弱视乎世代而定。第十四代或以后的吸血鬼被统称为薄血者（Thin-blooded）。薄血者因为体内的生命源血（Vitae）远比正常吸血鬼稀薄而特别弱小。他们在被初拥之后需要更长时间转化、难以觉醒氏族独有的天赋、没有初拥的能力，不幸的话还会慢慢衰老。不过，薄血者由于比较接近人类而有可能在阳光下活动数个小时、与人类生儿育女和逃避部分吸血鬼猎人的视线。薄血者也可以透过啖魂提升生命源血浓度，甚至透过混合生命源血和人血创造新的天赋。薄血者的特异性和越发递增的数量令他们被思想较为传统或者重视氏族传承的吸血鬼们视为威胁，甚至视为世界末日的像征。

### 上古耆宿
上古耆宿（Antediluvian）是十三位没有被圣经记载的大洪水消灭的第三代吸血鬼，也是十三大氏族的始祖。作为已知现存最强的第三代吸血鬼力量强大的超乎现代吸血鬼的理解，但也长期处于蟄眠状态。由于上古耆宿的饥渴已经只能透过吸食其他吸血鬼来缓和，他们的苏醒被视为吸血鬼末日的预兆之一。

### 秘盟
作为吸血鬼社会里性质最接近政府的派系，秘盟是吸血鬼三大派系中最为庞大、稳定的一个，但这绝对不代表他们是好人。秘盟行事严格而且风格相对务实，但也因为冷酷无情和热衷维持一成不变的现状而被部分成员和叛党诟病。秘盟最高层是内环（Inner Circle），直属的内环分别是每一个氏族只有一个、代表内环意愿负责执法和判刑的执法官（Justicar）和代表管理、统治一定领土的亲王（Prince）。亲王之下就是经常代表亲王接见臣民的发言人（Seneschal）、传递亲王命令的传令者（Herald）、直属亲王的打手（Scourge）、辅助亲王管理氏族相关事务的氏族代表（Primogen）、治安官（Sheriff）、管理中立场所（Elysium）的主管（Keeper of Elysium）、代表领民民意的鷹身女妖（Harpy）和其他普通成员，而执法官麾下也有负责进行调查和执行任务的執政官（Archon）。秘盟除了自身的组织架构之外还会尊重旗下氏族自身架构，除了亲王拥有一定的领土自治权之外也容许各地氏族成员在秘盟定下的框架中各自为政。

### 叛党
作为吸血鬼社会里的革命分子和叛军，叛党是吸血鬼三大派系中最为混乱的一个，思想理念、传统和施政方针完全取决于谁在掌权，唯一的共通点就是不服秘盟管束。叛党与一样会在城市范围内建立自己的势力，当地领袖称为男爵（Baron），麾下通常包括负责进行外交的领事（Emissary）、负责监控领土范围内所有吸血鬼的清扫者（Sweeper）和负责充当间谍的隐身者（Chameleon）。叛党虽然组织松散，但他们善于适应改变和难以预测的特质令他们拥有更多可能性。

### 魔宴
作为吸血鬼社会里性质最接近大型邪教的派系，魔宴是吸血鬼三大派系中最为邪恶的一个，成员普遍深信吸血鬼应当服从心兽并支配比他们弱小的人类。魔宴同时也有啖魂传统，并引以为傲。有着自己的组织架构，最高领导人为摄政（Regent），负责辅助摄政执政的是由十三位红衣主教（Cardinal）和数位主教顾问（Priscus）组成的协理议会（Consistory），红衣主教负责统治大片地区的魔宴势力，直属部下为地区内负责统治城市的大主教（Archibishop）。大主教们属下有负责辅政的主教（Bishop）、负责进行仪式的祭司（Priest）、高级打手圣骑士（Templar/Paladin）、当地血族领袖德提斯（Ductus）、教徒（True Sabbat）、入教者（False Sabbat）和作为低级打手帮助魔宴行事的人类成员。

## 机制

### 人类与吸血鬼
在吸血鬼眼中人类基本上与牛马无异，因此他们自称血裔（Kindred）或该隐之民（Cainite），并将人类统称为血畜（Kine）。

### 血能
血能（Blood Potency）决定了你的吸血鬼能力有多强，以及你需要多少血来满足你的饥渴。血能既由世代产生，又受世代限制。随着时间的推移，血能会慢慢增强，但也可以通过啖魂来提高。进入蛰眠会慢慢削弱你的血能。

### 避世规条
在十三世纪，随着異端審判的失控和叛黨革命的越演越烈，刚刚成立的秘盟意识到随着人类人口增加、文明发展和科技进步，吸血鬼难免因为寡不敌众而灭绝。为了吸血鬼的存亡，秘盟决定将隐藏吸血鬼和防止定为第一要务，并为此制订了避世规条（Masquerade）。避世规条规定吸血鬼不能随便初拥、使用天赋、将人类转化为血仆和留下关于吸血鬼是否存在的任何痕迹或线索，并会为了将吸血鬼的存在保密而无所不用其极。避世规条堪称吸血鬼各派系少数的共识，但派系各自执行避世规条的方式也相异。

### 饥渴
吸血鬼靠血来维持他们的永生。血液也助长了他们的超自然力量。使用异能将会增加饥渴度。吸血鬼越饥渴（Hunger），他们就会变得越不理智、越绝望、越暴力、越紧张。吸血鬼只有把人吸干致死才能真正吸饱，然而杀死人类会侵蚀吸血鬼的人性，使他们更容易受到心兽（Beast）的诱惑。完全屈服于心兽者会成为尸妖，一种完全被他们对血的无法抑制的渴望所驱使的生物。遵守心路或道可以帮助吸血鬼关住心兽。吸血鬼的饥渴会随着年岁增长变得越发难以满足，甚至开始需要吸食其他吸血鬼的生命源血。这个特性也是吸血鬼普遍恐惧上古耆宿苏醒的根本原因。

### 蛰眠
蛰眠（Torpor）是吸血鬼停止活动的情形。他在不能动时，还可以感觉到他周围所发生的事情。这可能由自木桩刺穿心脏，极大的身体损伤，极度饥渴或者厌倦。

### 啖魂
啖魂（Diablerie）是當一個吸血鬼不只是喝乾另一個吸血鬼的所有生命源血，同時還吸收其靈魂，以急速提升生命源血浓度，从而增強自己的力量。做出這種行為的吸血鬼被稱為啖魂者（Diablerist）。啖魂普遍被吸血鬼视为绝对的禁忌和异端行为，有啖魂习俗的派系和血族也因此受到顾忌和厌恶。

## 外部連結
- 黑暗嘉年華： 吸血鬼的迷信與傳說